# Remailer
Ein Remailer ist ein pseudonymisierender und/oder anonymisierender Internet-Dienst, der E-Mail-Nachrichten annimmt und weiterleitet. Die Software entpersonalisiert die Nachrichten, indem sie E-Mail-Header entfernt, die Rückschlüsse auf den ursprünglichen Absender zulassen.
Damit ermöglicht sie es, etwa in ein Usenet-Forum zu posten oder jemandem eine E-Mail zu schicken, ohne dass der Empfänger oder Dritte den Namen oder die E-Mail-Adresse des Senders herausfinden kann. Durch die Einbeziehung asymmetrischer Verschlüsselungsverfahren erhöht sich gegebenenfalls die Sicherheit des Verfahrens.

## Varianten
Man unterscheidet zwischen Remailern vom Typ 0, Typ I und Typ II und Typ III:
1. Typ 0, dies ist der Nym Remailer
2. Typ I, dies ist der Cypherpunk Remailer
3. Typ II, dies ist der Mixmaster Remailer
4. Typ III, dies ist Mixminion (noch im Alpha-Test)

Diese Klassifizierung berücksichtigt die von Typ 0 nach Typ III steigende Leistungsfähigkeit hinsichtlich der Anonymisierung.
Allgemein handelt es sich um eine Software, die als Server arbeitet. Sogenannte Hybrid-Remailer (auch Typ-I/Typ-II-Hybride) vereinigen Fähigkeiten verschiedener Remailer-Typen oder räumen dem Betreiber größere Freiheit zur Bestimmung des Funktionensumfangs ein.
Remailer erhalten normal abgefasste Beiträge vom E-Mail-Programm des Versenders oder von einer spezialisierten Client-Software in Form bereits passend formatierter Datenpakete. Der Remailer kann auf demselben Computer, auf einem Computer im lokalen Netz (LAN) oder auf einem Computer im Internet installiert sein.

## Angriffe gegen Remailer
Remailer sind immer wieder Angriffen ausgesetzt. Viele von reinem Idealismus getriebene Betreiber solcher Dienste haben am Ende einer großangelegten Kampagne schließlich aufgegeben. Es wird auch weiterhin so sein, dass Massenmailings und Massenpostings, die über Remailer geleitet werden, – aber auch Hetzkampagnen, die als einzig deutliche Absenderadresse die des Remailers tragen – ihr Fortbestehen gefährden. Hauptsächlich um Missverständnissen wegen ihrer Motive vorzubeugen, wird den Benutzern der Remailerdienste die Einhaltung der gleichen Verhaltensgrundsätze abverlangt, die für die meisten anderen öffentlichen Internetangebote mit Mitwirkungsmöglichkeit gelten. Häufig ist die Veröffentlichung solcher Regeln durch den Remailer-Betreiber die einzig mögliche Form des Selbstschutzes.
Beispielhaft folgen die Missbrauchsregeln eines typischen Remailers:
„Ich betrachte Folgendes als unzulässige Verwendung dieses anonymen Remailers und werde Schritte gegen jeden unternehmen, der sich eine der genannten Handlungen zuschulden kommen lässt:
- Versendung von Nachrichten, die in erster Linie stören oder ärgern sollen.
- Benutzung des Remailers zu irgendwelchen illegalen Zwecken. Aufgrund der globalen Natur des Internets, liegt es in der alleinigen Verantwortung des ursprünglichen Senders, herauszufinden, was gesetzlich vertretbar ist.
- Unverlangte, kommerzielle Werbebotschaften (SPAM).
- Beschwerden an die Versender unverlangter Werbe- oder Massenmail.“

Wie die konventionelle Post, so können auch Remailer den Versand inakzeptablen Materials nicht völlig unterbinden. Allerdings haben die Remailer-Betreiber die Möglichkeit, bekannte Absender- oder Empfängeradressen von der Teilnahme am Verfahren auszuschließen.

### Systematische Sabotage
Beobachtungen von Betreibern und Benutzern von Remailern ergeben, dass es auch mit zuverlässigster Software nicht möglich ist, die störungsfreie Nachrichtenübermittlung zu garantieren. Was landläufig auf Mängel im Entwurf der Protokolle, Programmierfehler oder allgemein auf Unwägbarkeiten bei der Nutzung des Internets zurückgeführt wurde, hat nach eingehender Untersuchung offenbar seine tieferen Ursachen im systematischen Vorgehen eines unbekannten Angreifers gegen das Remailer-Netzwerk. Häufig unausgesprochen, steht doch immer die Beteiligung staatlicher, US-amerikanischer Stellen im Raum. Dass es sich dabei vielleicht um mehr als eine haltlose, neue Verschwörungstheorie handelt, ergibt sich aus der situationsabhängigen Vorhersagbarkeit des Verlustes oder der außergewöhnlichen Verzögerung bestimmter E-Mails.
Aus der Beobachtung ergeben sich neue technische Anforderungen an die nächste Generation von Remailern. Sie sollen mindestens zum Teil in der neuen Mixminion-Software realisiert werden.